# Cávado (fiume)
Il fiume Cávado è un fiume del Portogallo.

## Corso del fiume
Nasce in Serra do Larouco, propriamente dalla fonte della Pipa ad un'altitudine di 1520 m s.l.m.; attraversa i comuni di Montalegre, Terras de Bouro, Vieira do Minho, Amares, Póvoa de Lanhoso, Vila Verde, Braga, Barcelos e sfocia nell'oceano Atlantico vicino a Esposende dopo un percorso di 135 km.
Il bacino idrografico del Cávado è limitato a nord dal bacino idrografico del fiume Neiva e del fiume Lima e ad est ed a sud dai bacini del fiume Douro e del fiume Ave; si estende per un'area di 1589 km².

Il deflusso annuale alla foce del fiume è mediamente di 2123 m³/h.

## Affluenti principali
- Fiume Homen
- Fiume Rabagão
- Fiume Saltadouro